# Stratosfear
Stratosfear é um álbum do grupo alemão de música eletrônica Tangerine Dream.

## Faixas
1. "Stratosfear" – 10:38
2. "The Big Sleep in Search of Hades" – 4:34
3. "3 A.M. at the Border of the Marsh From Okefenokee" – 8:51
4. "Invisible Limits" – 11:36

## Créditos
- Edgar Froese – mellotron, moog, guitarra, piano, baixo, órgão.
- Christopher Franke – moog, órgão, percussão, mellotron, cravo.
- Peter Baumann – moog, programação, piano elétrico Fender, mellotron.